# Ernst Rychnovsky
Ernst Rychnovsky, též česky Arnošt Rychnovský (25. června 1879, Janovice nad Úlavou – 25. dubna 1934, Praha) byl česko-rakouský muzikolog, hudební kritik a novinář.

## Život a činnost
Ernst Rychnovsky byl synem rabína Rudolfa Rychnovského (* kolem roku 1851 – 19. října 1907, Podbořany). Vystudoval právo na Německé univerzitě v Praze a získal titul doktora práv. Následně pracoval v advokátní kanceláři a současně s tím studoval muzikologii u Heinricha Rietsche a germanistiku u Augusta Sauera. V roce 1905 následovala další hudební studia u Wilhelma Tapperta v Berlíně.
Na popud Richarda Batky stal zaměstnancem deníku Bohemia a jeho nástupcem v redakci hudebního oddělení. Od roku 1911 až do své smrti pracoval pro Prager Tagblatt, nejprve jako hudební kritik, poté jako vedoucí hudebního oddělení.
Kromě toho napsal několik hudebních knih, podílel se na odborných organizacích a byl součástí vedení Německé demokratické strany svobodomyslné.
Mezi jeho nejvýznamnější díla patří biografie Bedřicha Smetany a biografie prvního Tomáše Garrigue Masaryka.

## Rodina
Rychnovsky byl ženatý s Käte rozenou Ornsteinovou (* 12. listopadu 1902, Jihlava – 4. října 1964, Praha), s níž měl dvě dcery Ruth (1923–1944) a Hannu (* asi 1926).

## Dílo

### Knihy
- Beschreibendes Verzeichnis der Autographen-Sammlung Fritz Donebauer in Prag, Praha 1900
- Johann Friedrich Kittl. Ein Beitrag zur Musikgeschichte Prags, 2 Bände, Praha 1904
- Leo Blech. Ein deutscher Tonkünstler. Eine biographisch-ästhetische Studie, Praha: Dürerblatt 1905
- Joseph Haydn, Praha 1909
- Robert Schumann. Zur hundertsten Wiederkehr seines Geburtstages, Praha: Verlag des deutschen Vereins zur Verbreitung gemeinnütziger Kenntnisse in Prag, 1910
- Fünfzig Jahre Deutscher Männergesangverein in Prag, Praha 1911
- Der deutsche Turnverein in Prag. 1862–1912, Praha 1912
- Smetana, Stuttgart 1924
- Prag als Musikstadt, 1925
- Vom Kunstwerk Richard Wagners, 1927
- Masaryk, Praha 1930
- Masaryk und das Judentum, Praha 1931

### Eseje (výběr)
- Ludwig Spohr und Friedrich Rochlitz. Ihre Beziehungen nach ungedruckten Briefen, in: Sammelbände der Internationalen Musikgesellschaft, Band 5, Leipzig 1904, s. 253–313 (digitalizováno)
- Robert Schumann und Hauptmann Ferdinand Ignaz von Fricken, in: Deutsche Arbeit. Monatschrift für das geistige Leben der Deutschen in Böhmen, roč. 9, č. 9 o června 1910, s. 548–552